# لبه‌های تیز
"لبه های تیز" (به انگلیسی: Sharp Edges) یک ترانه از گروه لینکین پارک است؛ این ترانه توسط چستر بنینگتون خوانده و اجرا شده است. این یکی از ترانه های مورد علاقه چستر در آلبوم یک نور دیگر است.

## موزیک ویدئو
این ترانه، موزیک ویدئوی رسمی ندارد؛ با این حال لینکین پارک در کانال یوتیوب رسمی خود، با استفاده از تصویر زیر یک نماهنگ معمولی برای این ترانه منتشر کرد.